# Burg Neudeck (Bayern)
Die Burg Neudeck, auch Burg Neideck oder Schloss Neudeck genannt, ist eine abgegangene  mittelalterliche Spornburg auf 435 m ü. NN südwestlich von Bad Birnbach. Die Burg beherrschte aufgrund ihrer Lage weithin das Rottal. Die Anlage wird als Bodendenkmal unter der Aktennummer D-2-7544-0010 im Bayernatlas als „untertägige spätmittelalterliche und frühneuzeitliche Befunde und Funde im Bereich des abgegangenen Schlosses Neudeck und seines hochmittelalterlichen Vorgängerbaus“ geführt.

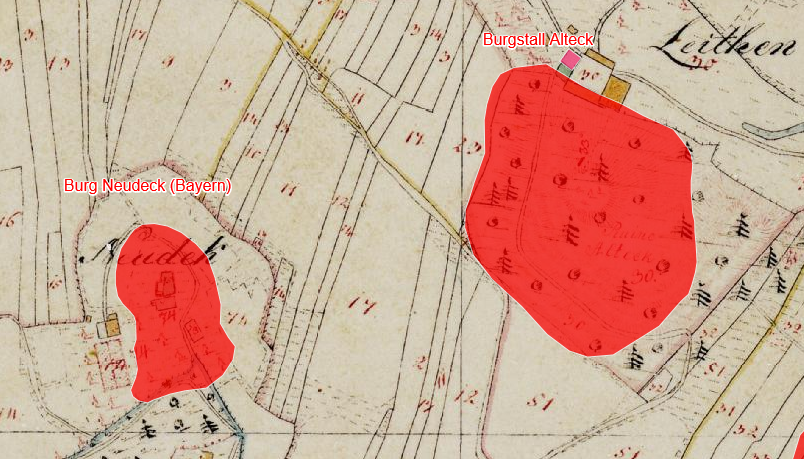
Lageplan von Burg Neudeck auf dem Urkataster von Bayern

## Geschichte
Im 12. und 13. Jahrhundert sind die Edlen von Neudeck im Rottal nachweisbar. Bereits 1160 tritt ein „Wolftrigil de Nideke“ als Siegelzeuge erstmals urkundlich auf.
Im 14. und 15. Jahrhundert treten die Schenken von Neudeck auf. Wie sie an den Besitz gelangten, ist unbekannt. Sie erwarben neben ihrer Stammburg Neudeck auch noch die nahen Orte Anzenkirchen, Asenham,
Loderham und andere Güter. Am 12. September 1504 wurde Georg Schenk von Neudeck in der Schlacht von Schönberg schwer verwundet und starb. Mit ihm starb das Geschlecht der Schenken von Neudeck aus. Er wurde in der  Dominikanerkirche zu Regensburg begraben.
Bereits 1408 hatten sie jedoch Burg Neudeck samt übrigen Gütern an die Grafen von Törring verkauft. Diese wiederum verkauften die Burganlage mitsamt Anzenkirchen 1464 an die böhmische Adelsfamilie Hollup.
Ritter Jan von Hollup wurde aufgrund großer Verdienste durch die bayerischen Herzöge und den böhmischen König reich belohnt. Welcher Art seine Verdienste waren, ist nicht bekannt. Seine Entlohnungen waren bedeutende Schenkungen an ihn. Diese ermöglichten es ihm, umfangreiche Besitztümer im heutigen Niederbayern um Neudeck und im heutigen Oberösterreich um Mattighofen zu erwerben. Fortan nannte er sich Ritter von Hollup zu Mattighofen und Neudeck. Im Jahre 1517 starb sein Sohn Friedrich ohne männlichen Erben. Dieser setzte in seinem Testament seine einzige Tochter als alleinige Erbin ein. Dennoch kam es durch seinen Tod zu einer Aufteilung seines Besitzes. Die Tochter Anna erhielt die umfangreichsten Besitzungen, jedoch fielen einige Gebiete, so unter anderem das Schloss und der Markt Mattighofen, als Mannlehen an die bayerischen Herzöge heim. Die restlichen Besitzungen verblieben bei seiner Witwe Affra Freiin von Freyberg.

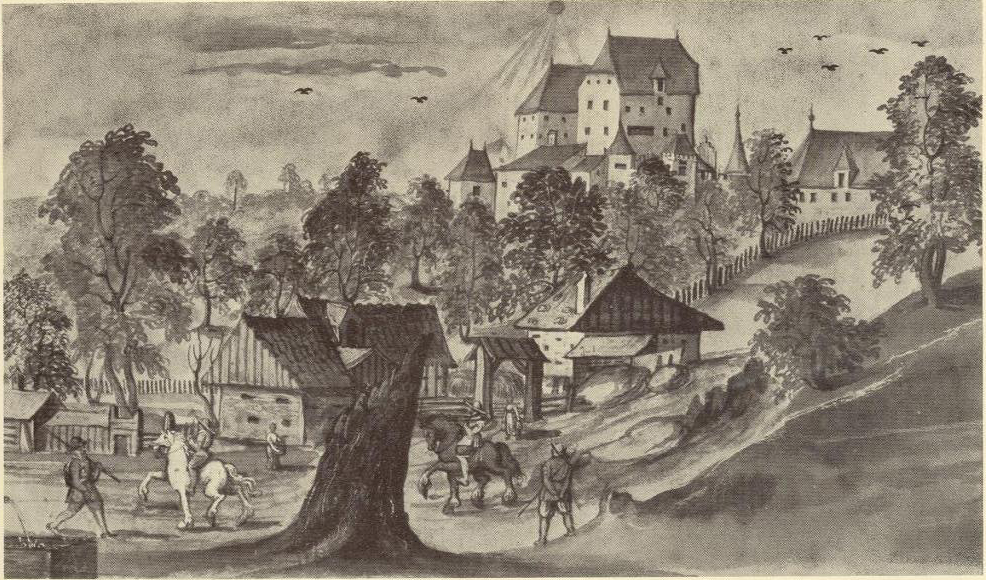
Burg Neudeck auf einem Aquarell des Grafen Friedrich Casimir von Ortenburg um das Jahr 1620

Im Jahre 1515 vermählte sich Graf Christoph I. von Ortenburg mit Friedrichs Erbtochter Anna. Diese Ehe brachte dem geschwächten gräflichen Hause Ortenburg wieder Macht und Einfluss im niederbayerisch-österreichischen Raum. Sie galten bald darauf wieder als eines der reichsten und einflussreichsten Adelshäuser Niederbayerns.
Aufgrund seiner vorzüglichen Beziehungen zu den bayerischen Herzögen Ludwig X. und Wilhelm IV. von Bayern-München gelang es ihm die heimgefallenen Güter 1517 käuflich wieder zu erwerben. Nach dem Tod Affras von Freyberg fielen auch die letzten Besitzungen Friedrichs an Christoph I. von Ortenburg, da die nächsten Verwandten auf ihre Ansprüche verzichteten. Ihm gelang es 1549 die Herrschaft Neudeck noch weiter zu erweitern, da Wilhelm IV. ihm Güter um die Neudeck an der Rott zur Abrundung seiner Herrschaft abtrat.
Nach dem Tod Christophs im Jahre 1551 kam die Burg mitsamt allen Gütern an seinen Sohn Joachim von Ortenburg. Dieser führte in seiner nahen Reichsgrafschaft Ortenburg 1563 die Reformation ein. In den nachfolgenden Jahrzehnten stand auch Neudeck stets im Konflikt zwischen dem Grafengeschlecht und den bayerischen Herzögen. Neudeck wurde darin mehrfach durch bayerische Truppen geöffnet und besetzt.
Beigelegt wurde der Streit erst 1602 mit der Aussöhnung der Grafen Georg IV. und Heinrich VII. mit Maximilian I. Die Ortenburger benötigten diese Aussöhnung, auch wenn sie Abhängigkeit vom bayerischen Herzogtum bedeutete. Einerseits beendete es den jahrzehntelangen Konflikt, andererseits hatten sie ihre wichtigste Einnahmequelle verloren, denn Joachim hatte in seinem Testament seiner Witwe Lucia von Limpurg die Grafschaft als Pfand vermacht. Die Grafen waren sogar gezwungen den ehemaligen Besitz der Hollups aufzuspalten und trennten die Herrschaft Mattighofen von Neudeck ab und verkauften diese für 102.000 Gulden an das Herzogtum Bayern. Dies war jedoch auch Bedingung des Herzogs für den Rückerhalt der bayerischen Lehen.
Während der Verpfändung der Reichsgrafschaft zwischen 1600 und 1662 saß die Linie Georgs IV. auf Burg Neudeck. Dort wurden auch seine beiden Söhne, die späteren Reichsgrafen Georg Reinhard und Christian geboren. Diesen gelang es gemeinsam 1662 die Reichsgrafschaft Ortenburg wieder auszulösen. Damit verbunden war hingegen jedoch auch der Bedeutungsverlust für die Neudeck.
Das Grafengeschlecht konzentrierte sich zusehends mehr auf ihre Besitzungen nahe ihrer reichsunmittelbaren Grafschaft. Burg Neudeck blieb jedoch bis ins Jahr 1805 noch in Besitz der Grafen von Ortenburg. Graf Joseph Carl vertauschte in jenem Jahr sämtliche Besitzungen des Geschlechts gegen die neu geschaffene Grafschaft Ortenburg-Tambach in Franken, nahe Coburg. Somit fiel Neudeck an das Kurfürstentum Bayern. Bayern veräußerte die Burganlage daraufhin an umliegende Bewohner, welche bald darauf die Burg abrissen.